# Daphne Gautschi
Daphne Gautschi (født 9. juli 2000) er en schweizisk håndboldspiller, som spiller i franske Handball Plan-de-Cuques og Schweiz' kvindehåndboldlandshold.